# Bonnieure
Bonnieure é um rio localizado na França.